# Norbert Wójtowicz
Norbert Wójtowicz (n. 1 decembrie 1972, Płock), este un istoric, teolog și publicist polonez.
A absolvit Facultatea de Istorie a Universității din Wrocław și Facultatea de Teologie din Wrocław. Din 2003 este doctor în istorie al Universității din Wrocław (autor de studii pe teme: Stereotyp masona w polskiej myśli politycznej 1918-1939).
Din 2006  lucrează la "Instytut Pamięci Narodowej – Komisja Ścigania Zbrodni przeciwko Narodowi Polskiemu".
Norbert Wójtowicz este membru al Polskie Towarzystwo Heraldyczne /Polish Heraldry Society /, International Association of Amateur Heralds, Towarzystwo Naukowe Płockie /Societas Scientiarum Plociensis/, Polskie Towarzystwo Hugenockie /Polish Huguenot Society/  și The Order of Saint Isidore of Seville (Knight).

### Scrieri
- Sztuka Królewska. Historia i myśl wolnomularstwa na przestrzeni dziejów (1997).
- Wielki Architekt Wszechświata. Teologiczna krytyka masońskich wizji Boga (1999).
- Kampania antymasońska 1938 (2005).
- Rozmowy o masonerii (2005).
- Masoneria. Mały słownik (2006).

Laureat al premiul pentru literatură Złote Pióro "Wolnomularza Polskiego" în 2005 .
Norbert Wójtowicz este membru al Ordo Militaris et Hospitalis Sancti Lazari Hierosolymitani.
A fost decorat cu medalie de aur de către Œuvre humanitaire  și Crucea de Missio Reconciliationis.
1. ↑  Czech National Authority Database, accesat în 1 martie 2022